# Gürtler’sches Geschäftshaus

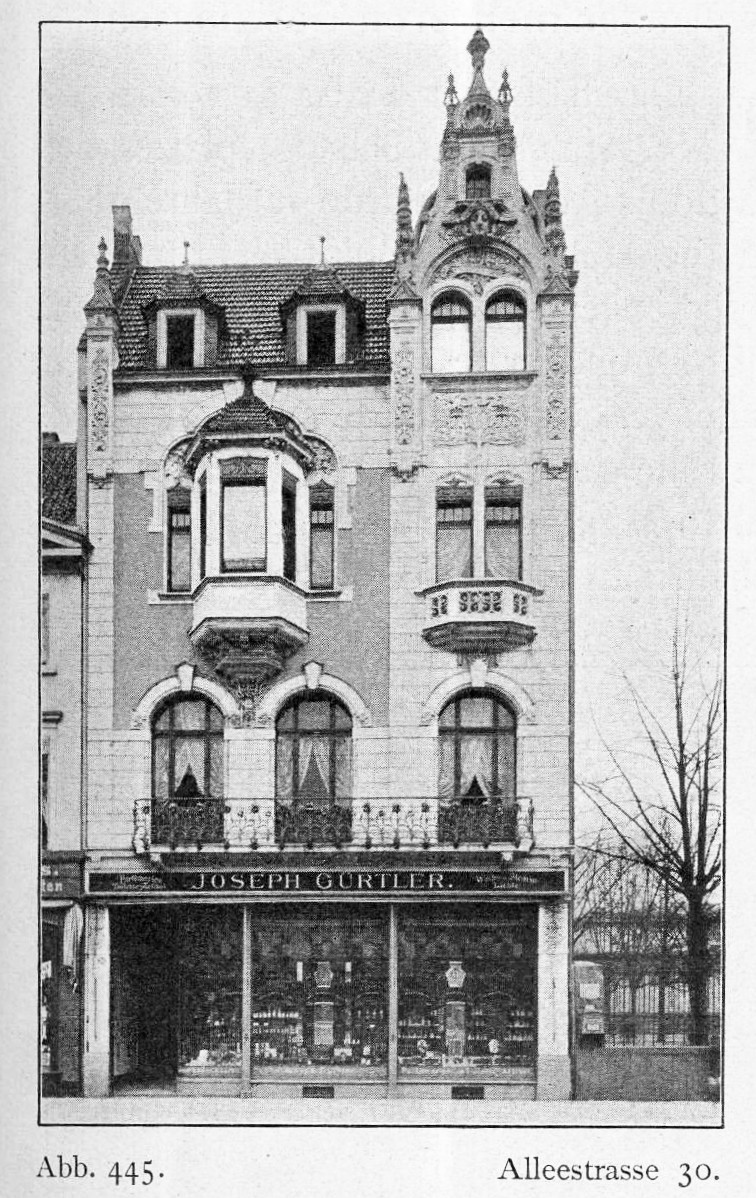
Gürtler’sches Geschäftshaus vor 1907

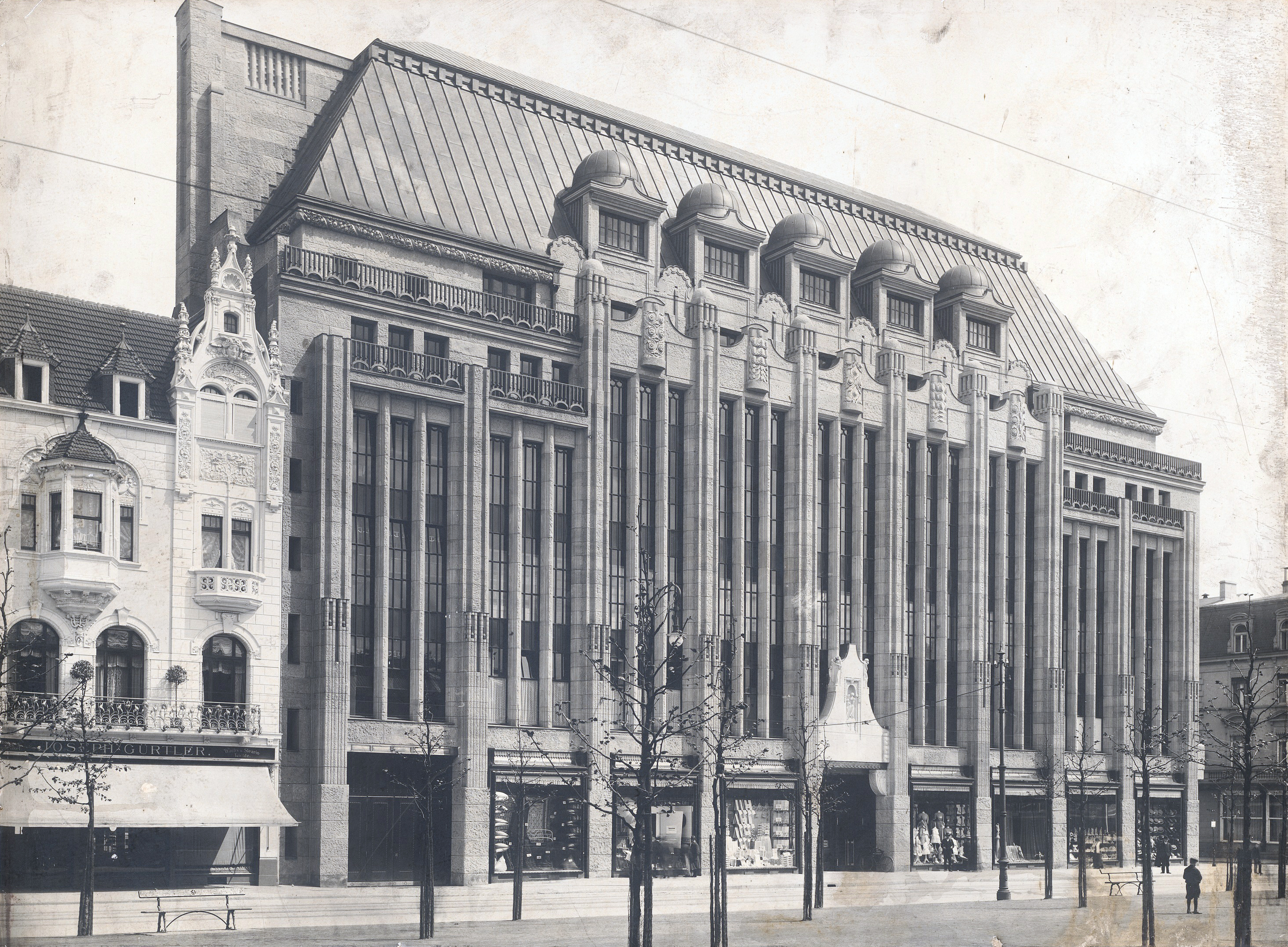
Gürtler’sches Geschäftshaus neben Warenhaus Tiez (1913)

Das Gürtler’sche Geschäftshaus war ein Wohn- und Geschäftshaus an der Alleestraße 30, heute Heinrich-Heine-Allee in Düsseldorf, das 1897–1898 von dem Architekten Gottfried Wehling für Joseph Gürtler in „modernisierenden Renaissanceformen mit bemerkenswertem naturalistischem Ornament“ errichtet wurde. An seiner Stelle befindet sich heute der Erweiterungsbau des benachbarten Warenhauses Galeria Kaufhof u. a. mit der Zufahrt zum Parkhaus des Warenhauses.

## Beschreibung
Das Gebäude war dreigeschossig. Die Fassade zur Alleestraße war im Erdgeschoss und im ersten Obergeschoss dreiachsig. Im Erdgeschoss befand sich das Ladenlokal von Joseph Gürtler; im zweiten Obergeschoss war die Fassade durch einen Balkon und einen Erkerausbau akzentuiert. Ein Ziergiebel krönte die Fassade in der rechten Achse.